# Ipomopsis gossypifera
Ipomopsis gossypifera là một loài thực vật có hoa trong họ Polemoniaceae. Loài này được (Gillies ex Benth.) V.E.Grant mô tả khoa học đầu tiên năm 1956.